# Integrovaný inspekční a kontrolní systém
Integrovaný inspekční a kontrolní systém (IIKS), původně označovaný jako Integrovaný inspekční a kontrolní systém Prahy, později jako Integrovaný inspekční a kontrolní systém Technické správy komunikací hl. m. Prahy (IIKS TSK), je systém evidence závad na pozemních komunikacích ve správě TSK hlavního města Prahy, byť v původní verzi mělo jít o komplexnější městský projekt. V současnosti jde o dispečerské údržbové pracoviště TSK hl. m. Prahy. 
Návrh na vytvoření Integrovaného inspekčního a kontrolního systému Prahy byl datován 25. ledna 1980. Zaveden byl v červenci 1980 a I. etapa jeho činnosti byla zhodnocena 23. října 1980.
V rámci TSK hl. m. Prahy je IIKS jedním z mnoha provozovaných systémů pro monitorování a řízení dopravy, vedle DŘÚ (dopravní řídicí ústředny), DIC (dopravního informačního centra), MKS (městského kamerového systému), PIT (proměnné informační tabule), DT (dispečinku tunelů) a dalších, z nichž některé (DŘÚ a část MKS) TSK  pouze technicky spravuje, ale operátorem je Policie ČR. Řada těchto činností má být začleněna do působnosti Multifunkčního operačního střediska Malovanka, jehož výstavba byla zahájena 15. 2. 2016.
Centrála systému sídlí v budově Centrálního dispečinku městské dopravy, budově Dopravního podniku hl. m. Prahy v ulici Na bojišti.  V organizační struktuře TSK má oddělení IIKS číslo 2190 a spadá pod Úsek oblastních správ (2100) a  s ním pod působnost Sekce člena představenstva – náměstka generálního ředitele pro správu a údržbu komunikací (2000).
Systém má přijímat a řešit hlášení závad a havárií na pozemních komunikacích. K jeho úkolům patří:
- evidence hlášených havarijních závad na komunikacích ve správě TSK a zajištění opravy
- zajištění operativního značení a případné odstranění havarijních závad a jejich následků
- průběžná kontrola déletrvajících závad a případná urgence jejich odstranění u příslušných pověřených smluvních partnerů TSK, ale i jiných, resp. návazných organizací a správců
- rozhodnutí o okamžitých provizorních a regulačních opatřeních k zajištění sjízdnosti a schůdnosti komunikací, provozuschopnosti objektů a bezpečnosti provozu při zjištění havarijní závady
- rozhodnutí o případných uzávěrách nebo omezení dopravy na komunikacích
- spolupráce s Policií ČR a centrálním dispečinkem DPP na vytipování a vytyčení objízdných tras pro MHD a IAD, kontrola jejich provedení a následné informování určených složek
- spolupráce s příslušnými orgány na realizaci plánu regulačních opatření při smogové situaci v silniční dopravě
- vyjádření se k jednotlivým škodním událostem, jejichž následky jsou uplatňovány k náhradě škody TSK
- v zimním období řízení zimní údržby motoristických komunikací ve správě TSK

Systém TSK však, podobně jako jiní městští správci, zpravidla nemá k dispozici, nepodává ani nezpřístupní ohlašovatelům zpětnou informaci o řešení nahlášené závady, a to ani u hlášení postoupených z městského projektu Změňte.to.